# Basilia pectinata
Basilia pectinata är en tvåvingeart som beskrevs av Oskar Theodor 1967. Basilia pectinata ingår i släktet Basilia och familjen lusflugor. Inga underarter finns listade i Catalogue of Life.